# Idaea madiaria
Idaea madiaria là một loài bướm đêm trong họ Geometridae.